# Hypsicera nyanga
Hypsicera nyanga là một loài tò vò trong họ Ichneumonidae.